# Liste des canonisations prononcées par Pie XI
Cette page dresse la liste des personnes canonisées par le pape Pie XI.
Lorsqu'une rigoureuse enquête canonique aboutie à la reconnaissance d'un miracle attribué à l'intercession d'un bienheureux, le pape signe le décret de canonisation. Seul le Souverain Pontife a la capacité de canoniser, puisqu'il déclare de manière infaillible et définitive, que le nouveau saint est au Ciel et qu'il intercède pour les hommes. La canonisation conduit le culte du saint à l'échelle universelle. 
Au cours de son pontificat (1922-1939), le pape Pie XI a présidé 17  cérémonies de canonisations, célébrées dans la Basilique Saint-Pierre à Rome. Du fait sa rareté, une canonisation constituait un événement d'une grande importance. Les festivités, qui pouvaient s'étendre sur plusieurs jours, attiraient à Rome des milliers de fidèles.
Au total, le pape Pie XI a proclamé 34 saints, les donnant comme modèles et intercesseurs aux croyants.

## Canonisations

### 17 mai1925

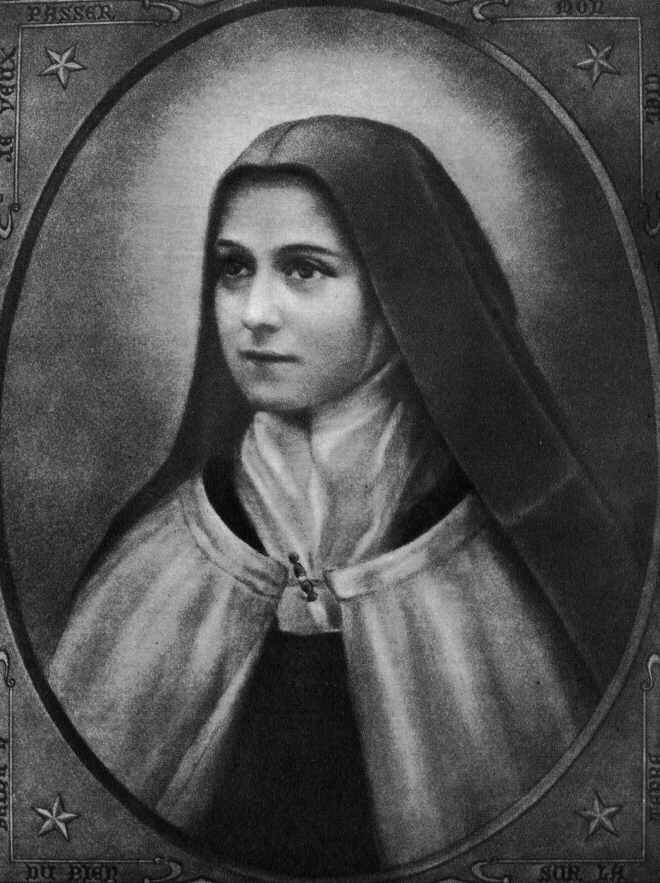
Sainte Thérèse de Lisieux (1873-1897)

### 21 mai1925

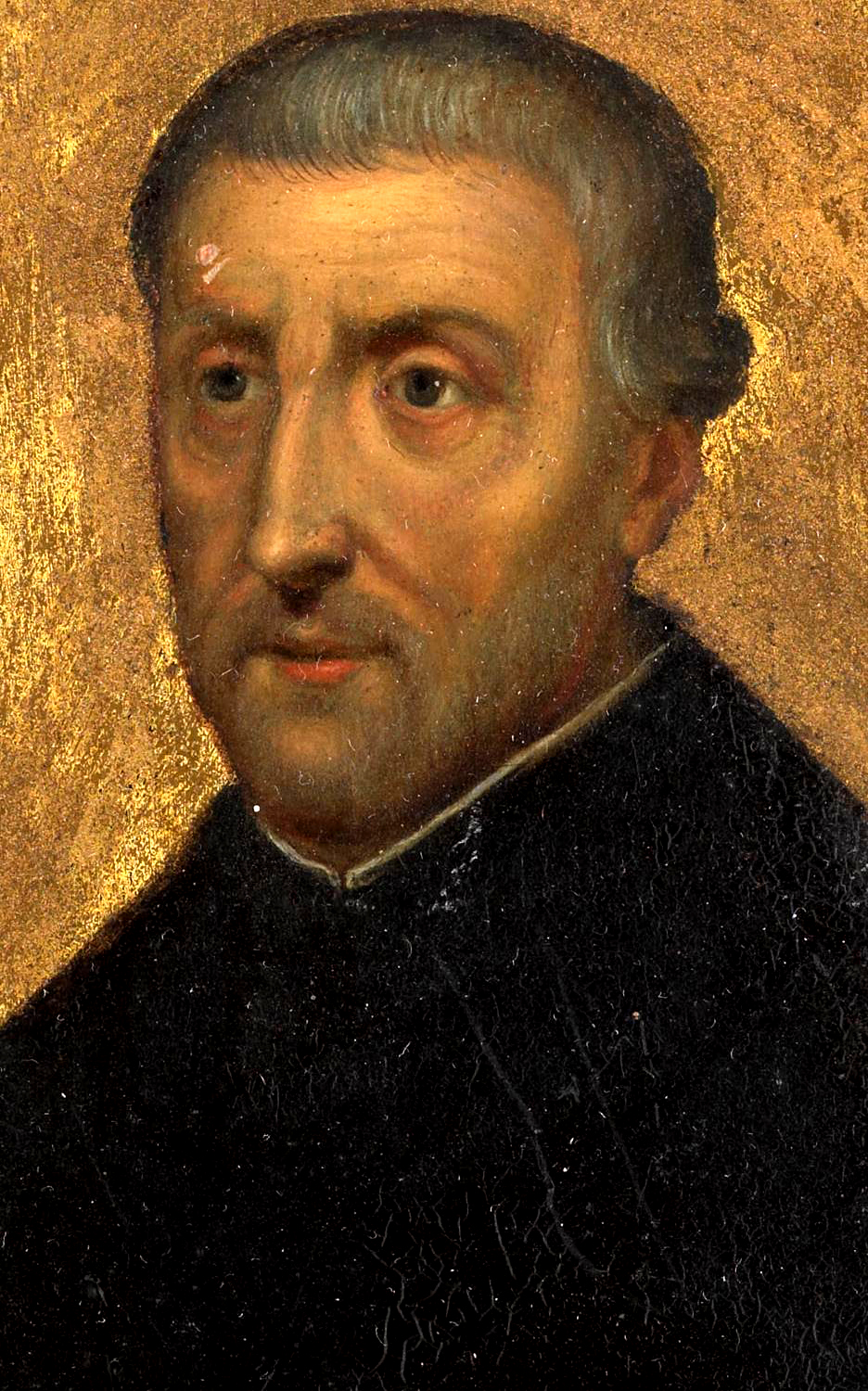
Saint Pierre Canisius (1521-1597)

### 24 mai1925

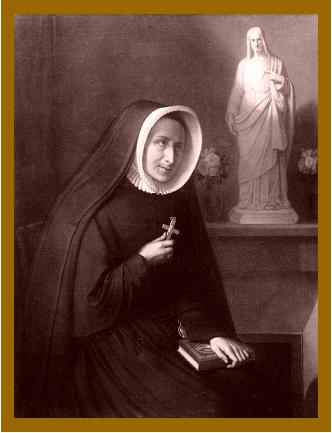
Sainte Madeleine-Sophie Barat (1779-1865)
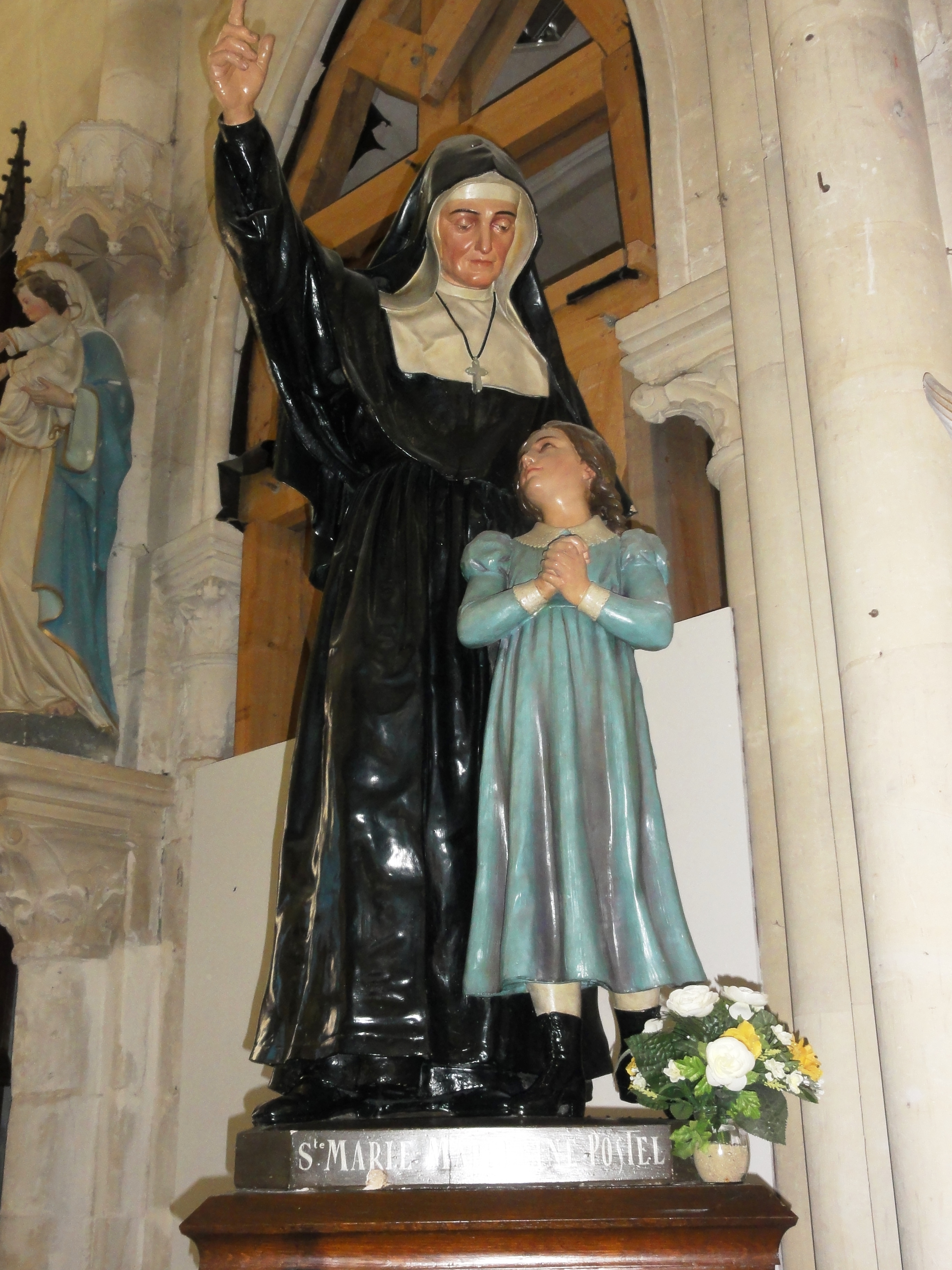
Sainte Marie-Madeleine Postel (1756-1846)

### 31 mai1925

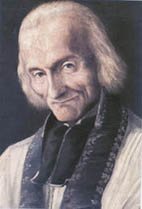
Saint Jean-Marie Vianney (1786-1859)
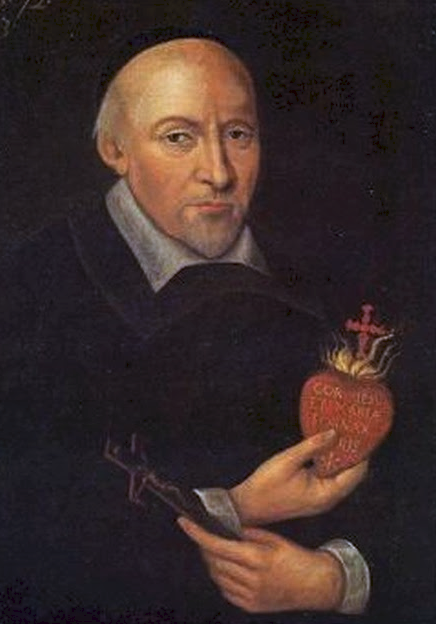
Saint Jean Eudes (1601-1680)

### 22 juin1930

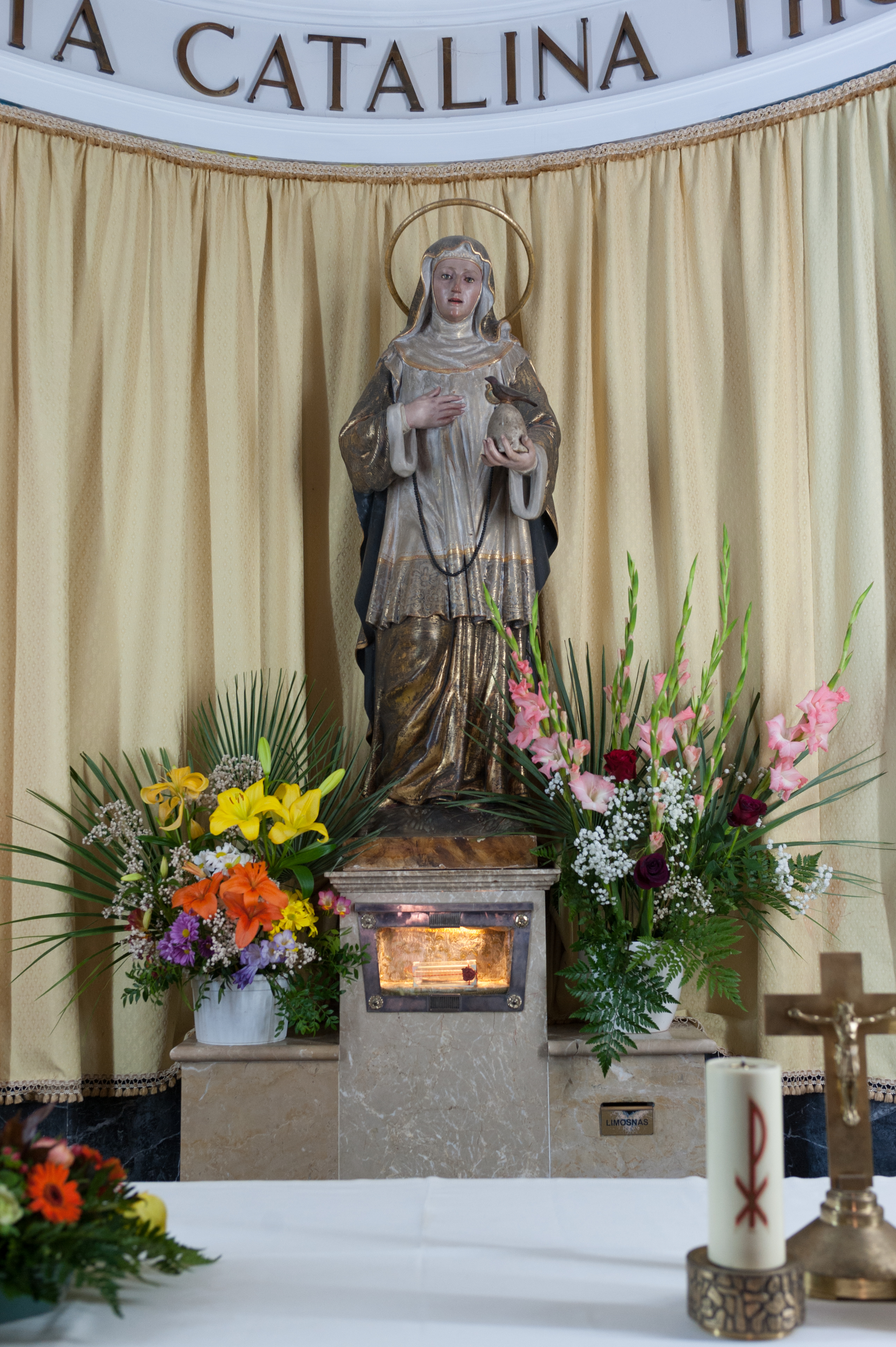
Sainte Catherine Tomas (1531-1574)
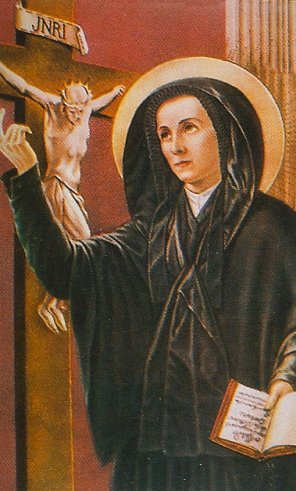
Sainte Lucia Filippini (1672-1732)

### 29 juin1930

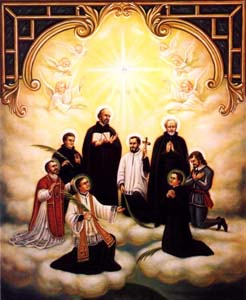
Saints Martyrs canadiens († 1649)
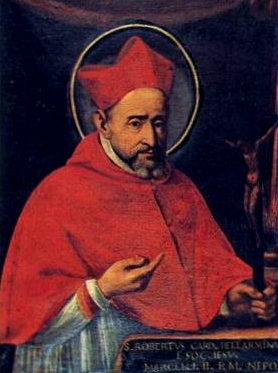
Saint Robert Bellarmin (1542-1621)
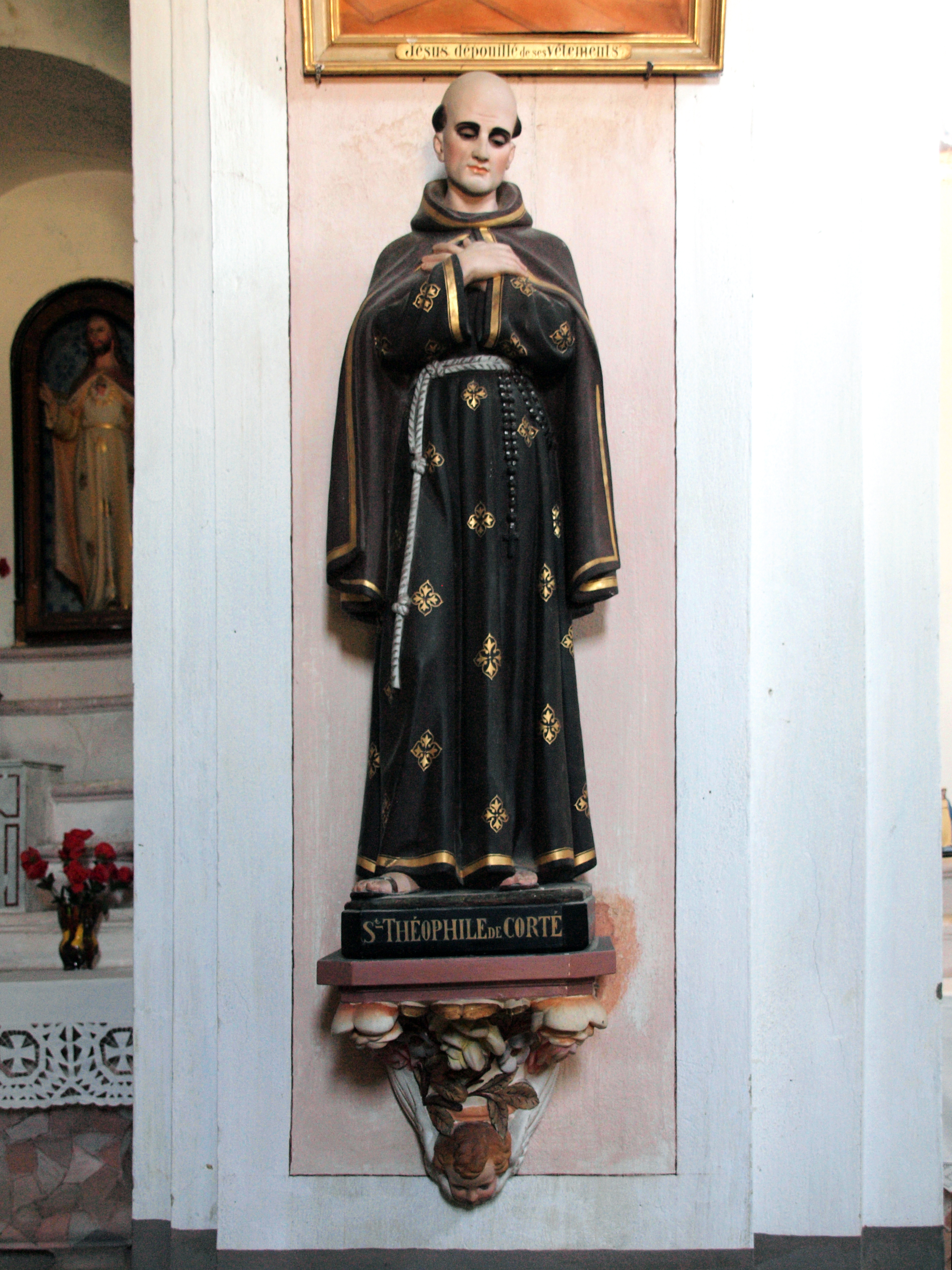
Saint Théophile de Corte (1676-1740)

### 16 décembre1931

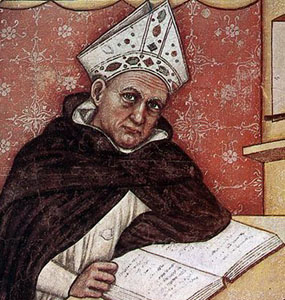
Saint Albert le Grand (1200-1280)  Canonisation équipollente

### 4 juin1933

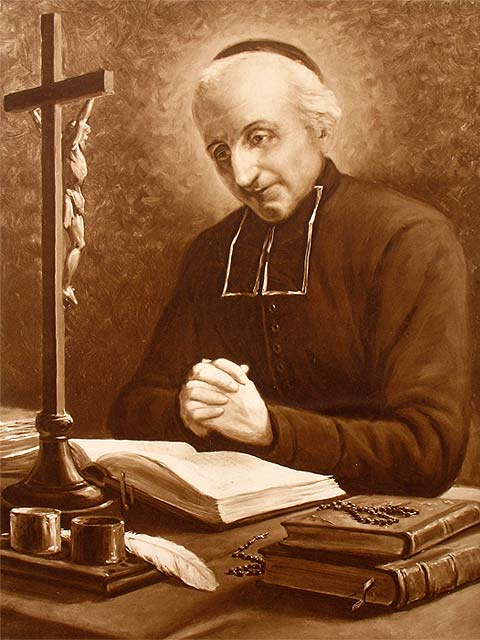
Saint André-Hubert Fournet (1752-1834)

### 8 décembre1933

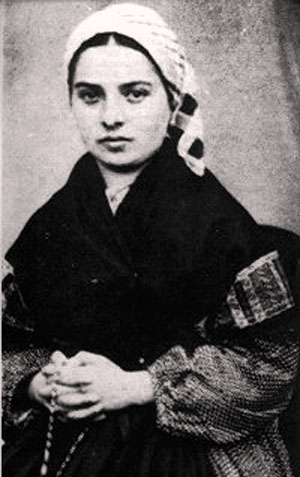
Sainte Bernadette Soubirous (1844-1879)

### 14 janvier1934

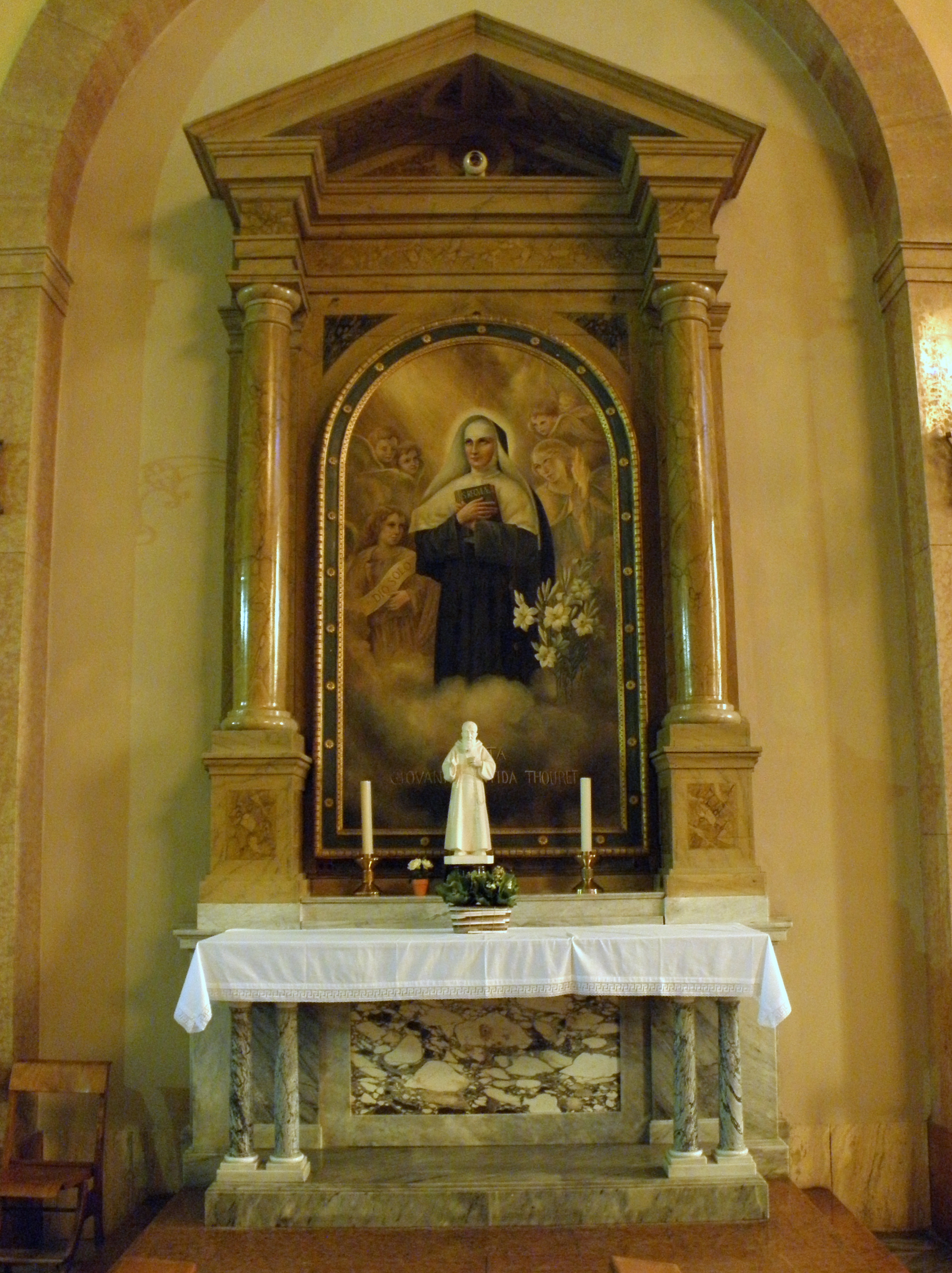
Sainte Jeanne-Antide Thouret (1756-1826)

### 4 mars1934

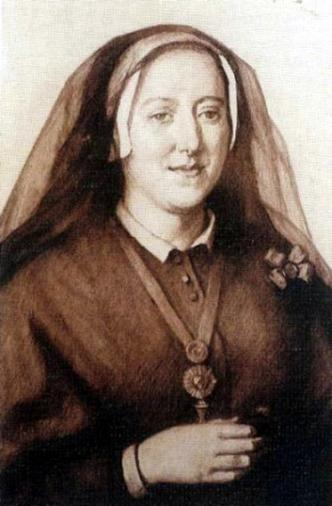
Sainte Micaela Desmaisières  (1809-1856)

### 11 mars1934

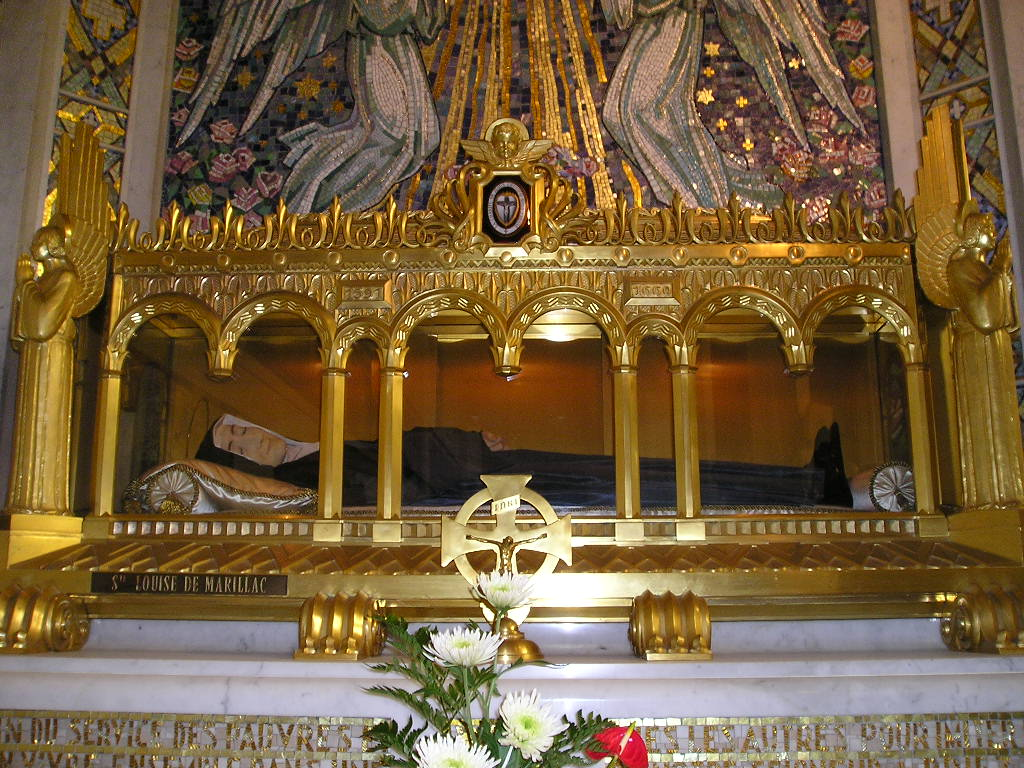
Sainte Louise de Marillac (1591-1660)

### 19 mars1934

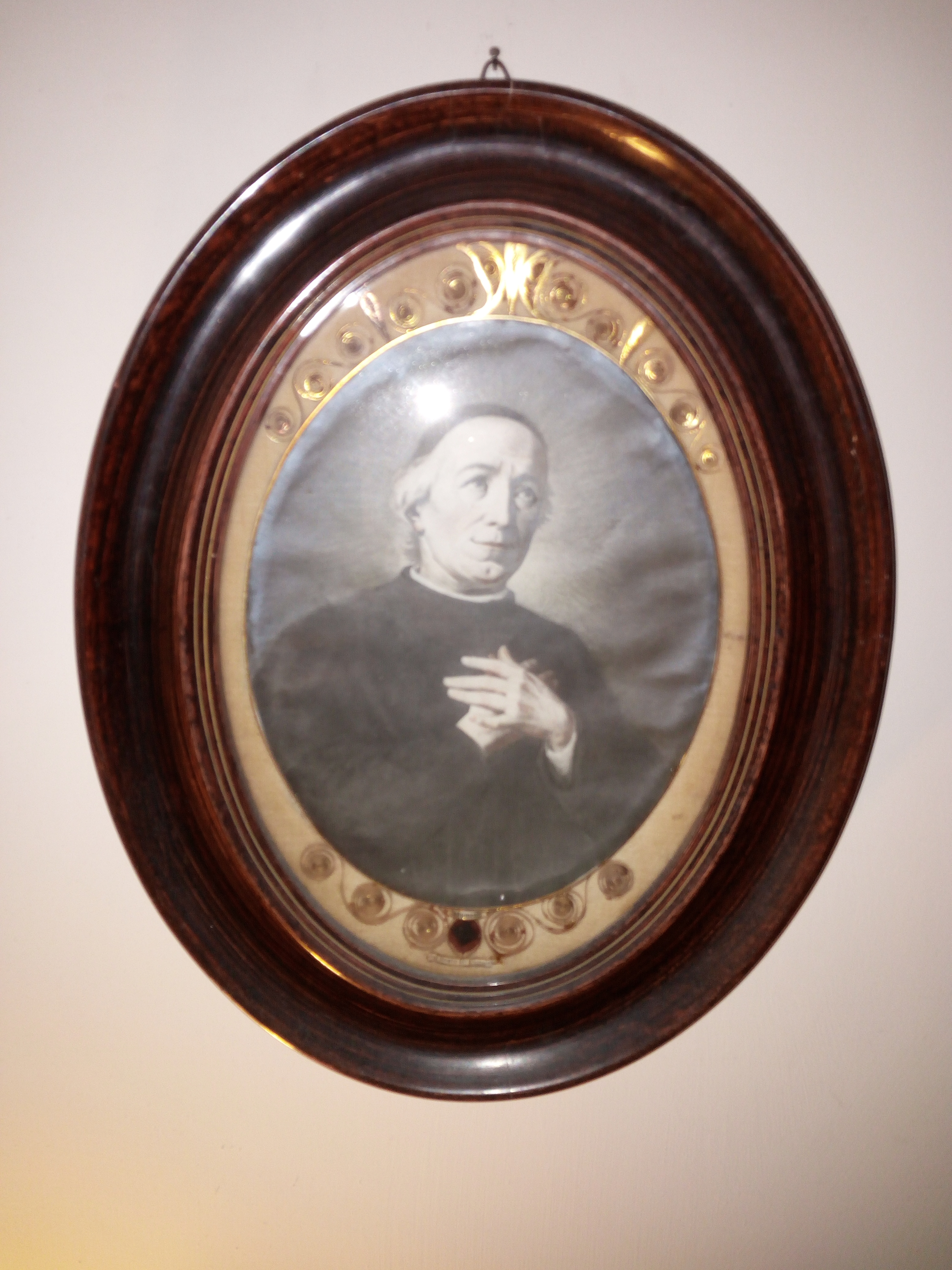
Saint Joseph-Benoît Cottolengo (1786-1842)
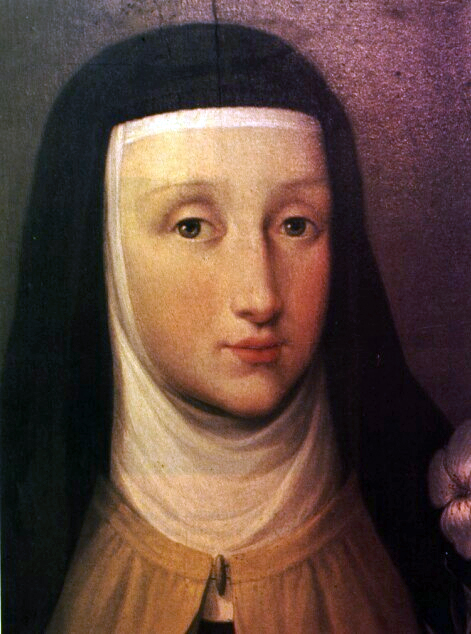
Sainte Thérèse-Marguerite du Sacré-Cœur de Jésus (1746-1770)
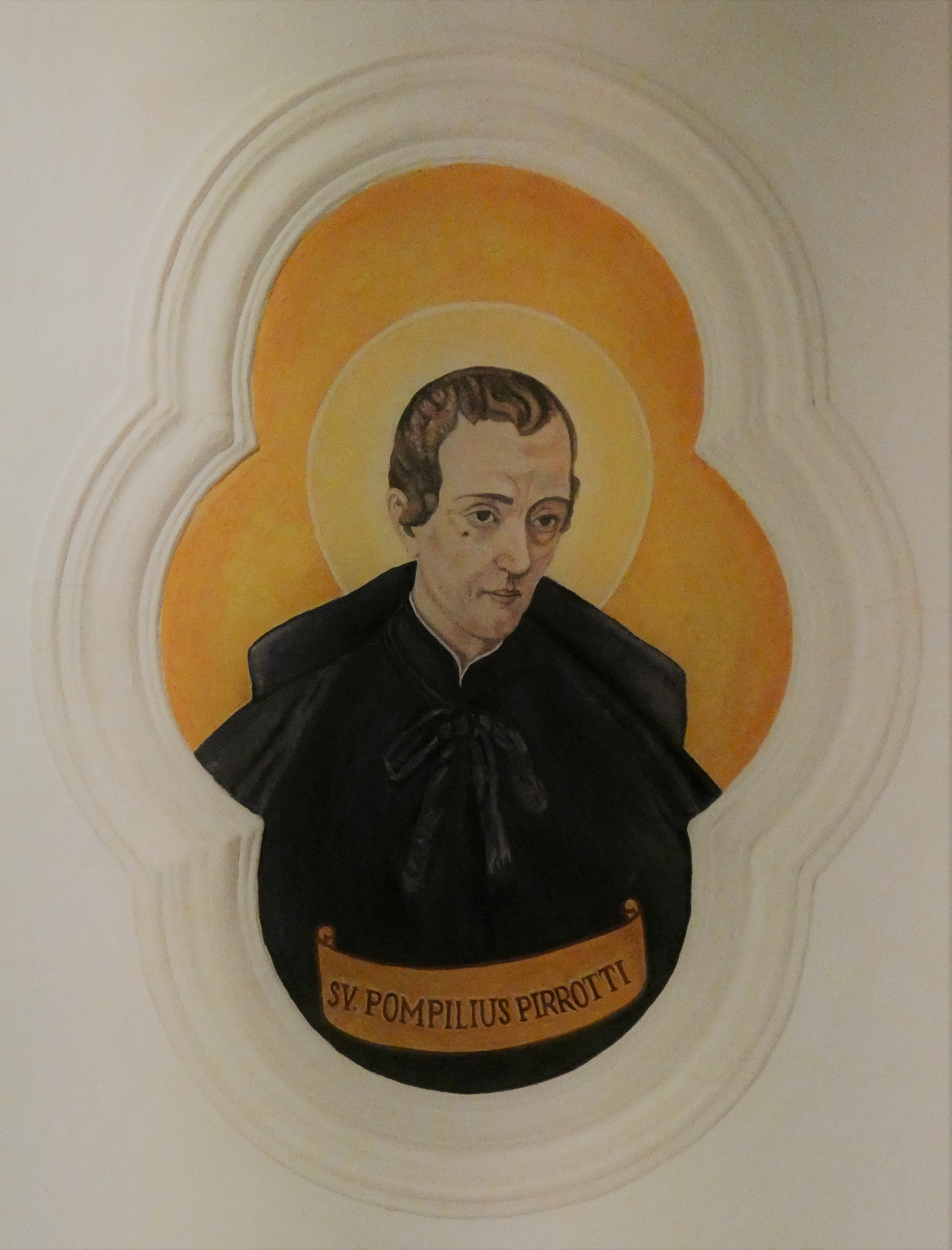
Saint Pompile Marie Pirrotti (1710-1766)

### 1eravril1934

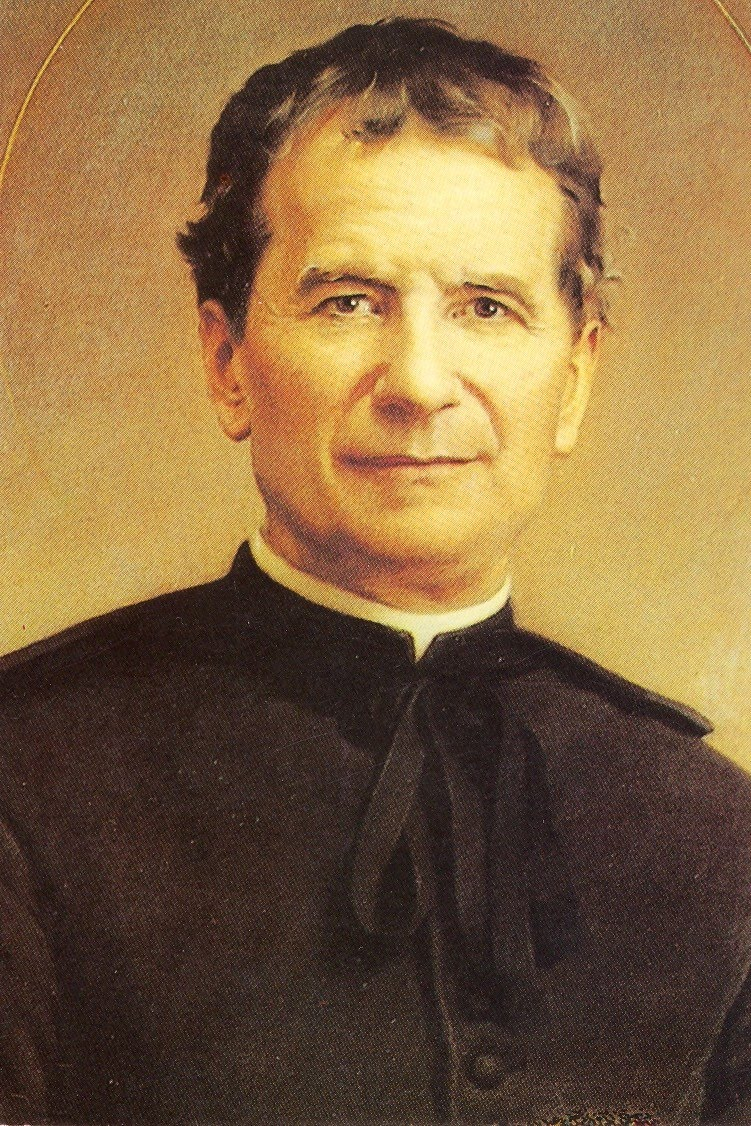
Saint Jean Bosco (1815-1888)

### 20 mai1934

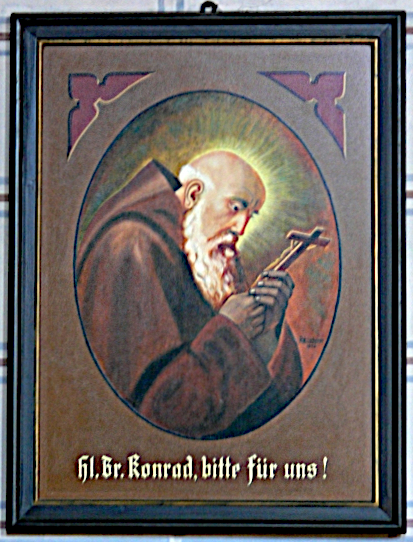
Saint Conrad de Parzham (1818-1894)

### 19 mai1935

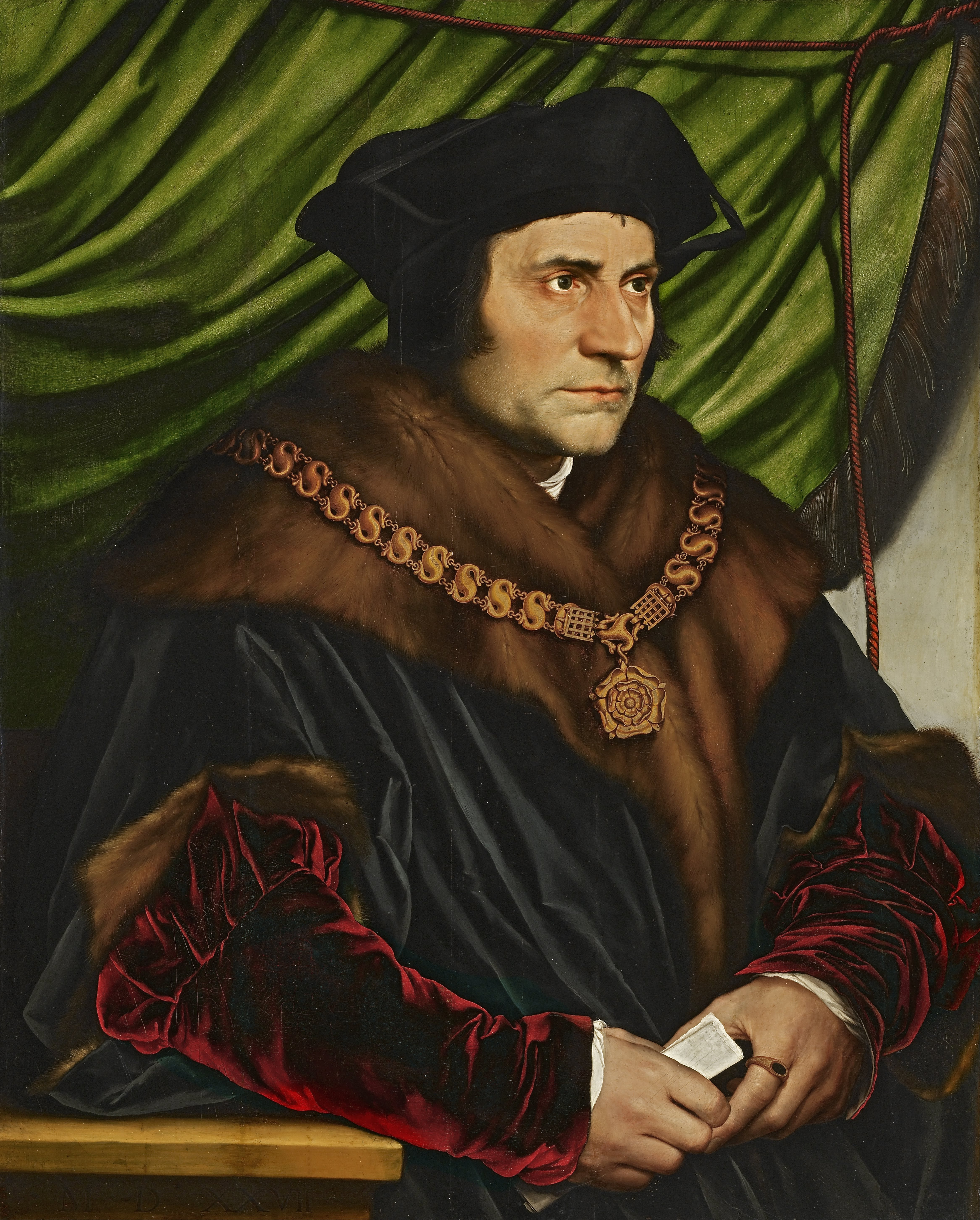
Saint Thomas More (1478-1535)
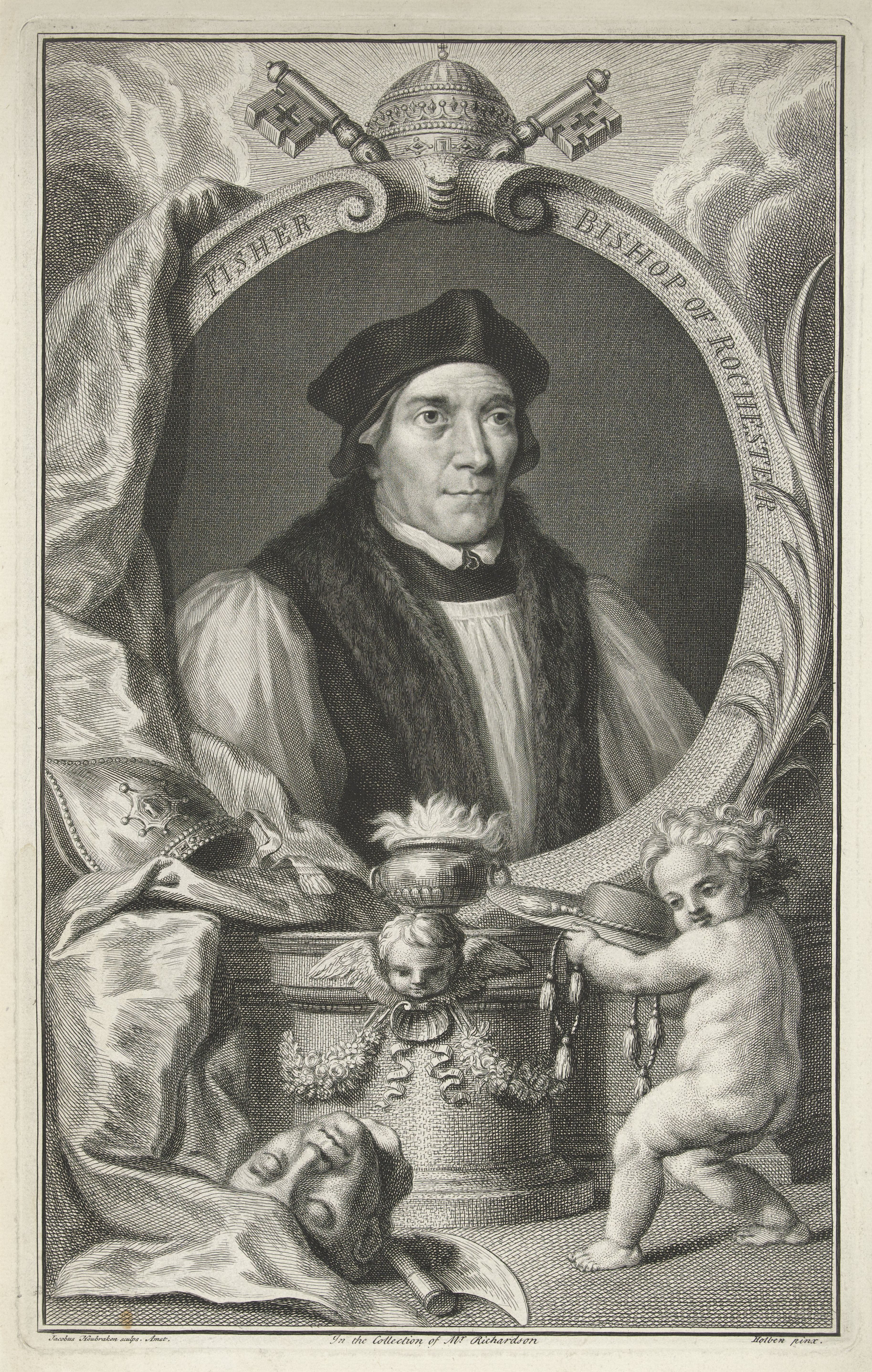
Saint John Fisher (1469-1535)

### 17 avril1938

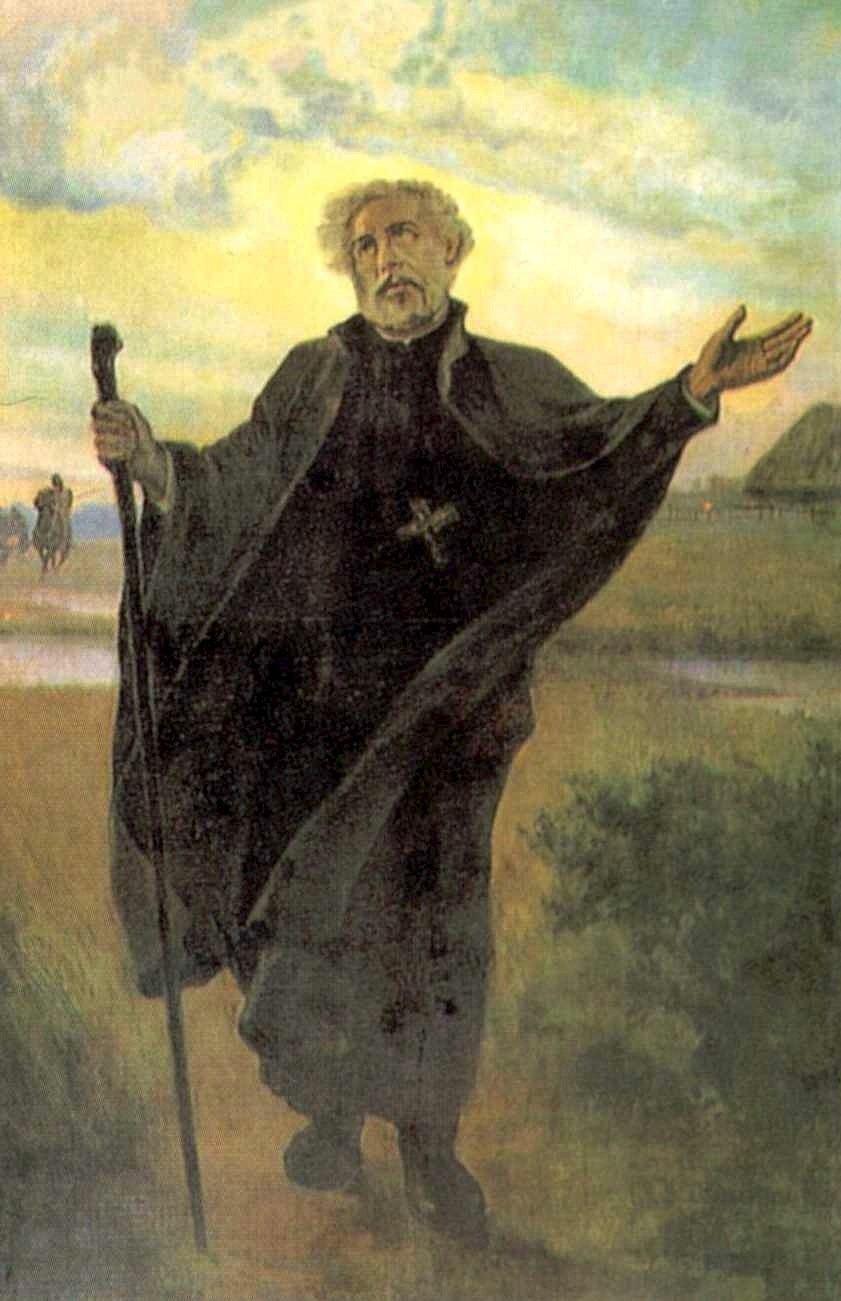
Saint André Bobola (1591-1657)
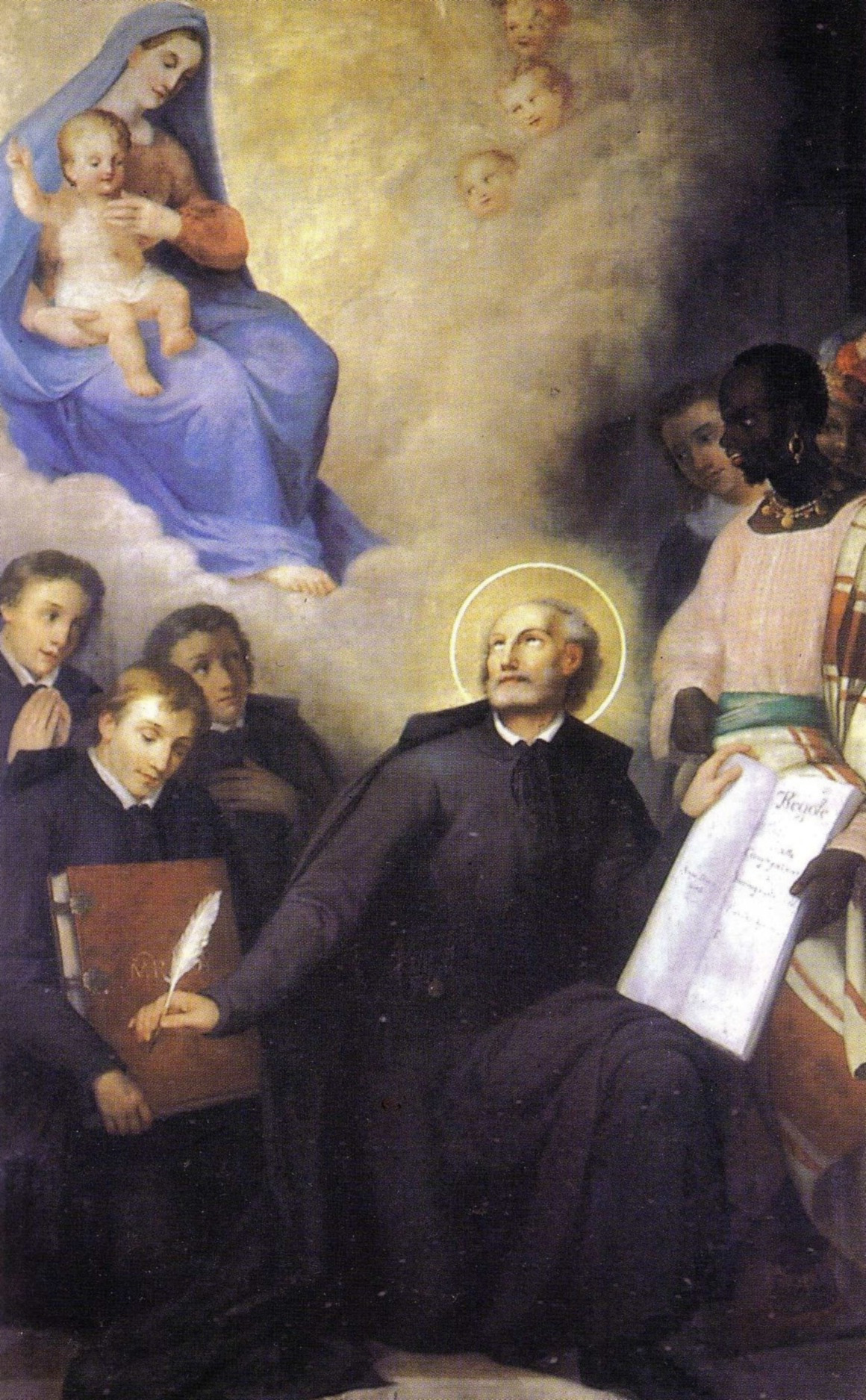
Saint Jean Leonardi (1541-1609)
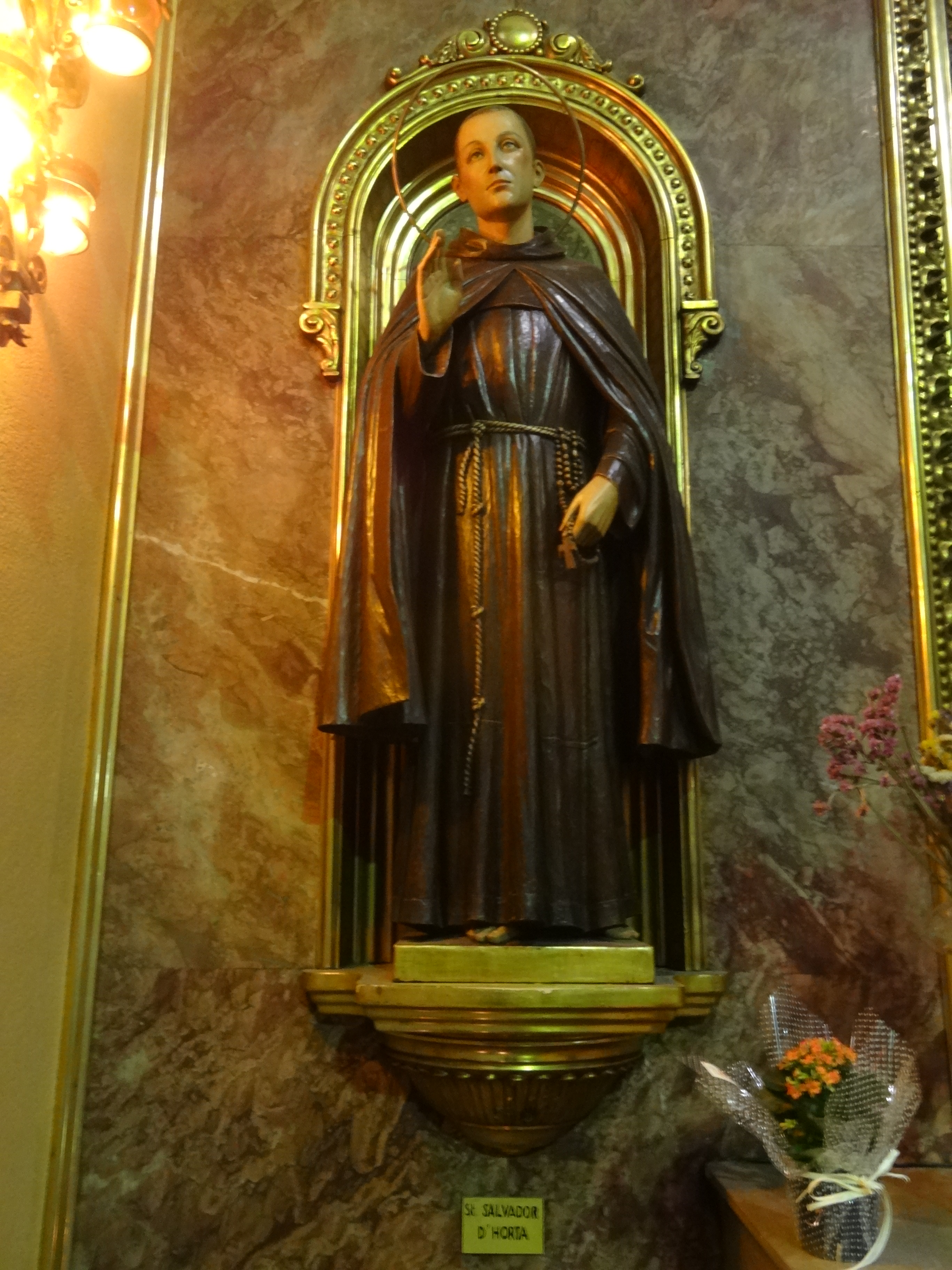
Saint Salvador d'Horta (1520-1567)